# 山岸穣
山岸 穣（やまぎし みのる、1982年8月17日 - ）は、福井県鯖江市出身の元プロ野球選手（投手）。右投右打。

## 経歴

### プロ入り前
片上小学校3年生の時に野球を始めた。福井商業高校時代に2年春・3年夏の2回、ともにエースとして甲子園に出場した。特に、3年夏は福井大会決勝で内海哲也や李景一らを擁する敦賀気比高と延長10回の末、3－2で勝ち第82回全国選手権出場を決めた。しかし全国選手権では初戦で敗退。福井商高でのチームメイトには1学年下に天谷宗一郎がいた。
2001年、東都大学野球リーグ戦に属す青山学院大学野球部入部。2002年、石川雅規の後を継いで2年生からエースとして活躍。同期の加藤領健捕手とバッテリーをくみ、3年時の2003年秋季リーグ戦で優勝した。大学通算72試合に登板し32勝21敗、防御率1.97、388奪三振。3年秋には最高殊勲選手、最優秀投手、ベストナインを受賞。通算30勝以上は青学大では史上初、東都大学野球リーグ歴代でも1987年の新井富夫（駒大）以来17年ぶりで戦後9人目の快挙であった。
4年時の2004年に台湾で開かれた世界大学野球選手権の日本代表として選出され、3試合に登板した。同年のドラフト会議にて西武ライオンズから4巡目指名を受け、入団。

### 西武時代
2005年は開幕一軍を逃すが5月に一軍へ昇格。横浜戦に即先発したが結果を残せず、リリーフで数試合登板した後、二軍へ降格。夏場に再び一軍へ昇格し、9月18日の対千葉ロッテマリーンズ戦（千葉マリンスタジアム）で、宮越徹の負傷降板を受け、緊急登板を果たし、プロ初勝利を挙げた（この試合は被安打0）。後半から安定した投球を披露し、防御率2.83の好成績を残した。
2006年開幕前の故障により開幕一軍の座を逃す。故障の快癒後も精彩を欠き、一軍と二軍を往復したが、夏場の昇格後は制球・キレが戻り、右の中継ぎとして活躍。特に優勝を争う9月頃には13試合連続無失点救援を続け、中継ぎ不足に悩むチームの大きな戦力となった。自己最多の31試合に登板し、主に中継ぎとしてながら10.30という高い奪三振率を誇った。
2007年はオープン戦で打球が直撃し、骨折するアクシデントでまたもや開幕に間に合わなかった。8月4日にやっと一軍登録されると、主にロングリリーフとして起用され、昇格後13イニング連続無失点と快投を見せた（防御率は20日間ずっと0.00のまま）。8月25日に1試合だけ先発登板。9月8日の対北海道日本ハムファイターズ戦でプロ初セーブを記録。その後も右の中継ぎとしてチームを支え、自己最高の防御率2.73を記録した。プロ入りから3年続けてこの年も夏場以降に一軍で活躍を見せた。
2008年は、中日ドラゴンズから岡本真也が加入し、小野寺力の成長もあり、ほとんど出番がなかった。この頃から投球フォームが変わった。
2009年は開幕から中継ぎ陣を支えてきた星野智樹・大沼幸二などの抹消を受け、シーズン終盤に一軍へ昇格。久しぶりの先発もあったが好成績は残せなかった。
2010年は開幕当初から一軍出場がないまま、6月18日に米野智人との交換トレードで東京ヤクルトスワローズへ移籍。背番号は米野が着けていた51。

### ヤクルト時代
移籍後は二軍で調整していたが、8月15日の対阪神タイガース戦（京セラドーム大阪）で移籍後初登板。その後、中継ぎで2試合に登板。シーズン終盤の10月8日の対読売ジャイアンツ戦（東京ドーム）で移籍後初先発。アレックス・ラミレスに本塁打を浴びるなど4回を5安打4失点の内容で降板するもチームが逆転勝利した為、黒星は付かなかった。
2011年は6月14日の古巣西武戦で先発したが、3回5失点で降板。その後チームはサヨナラ勝ちしたため、勝敗はつかなかった。この年はこの1試合のみの登板に終わった。
2012年は一軍での登板はなく、10月2日に戦力外通告を受けた。10月31日に任意引退選手として公示された。

### 現役引退後
2013年より古巣である西武のチームスタッフ（一軍用具担当）に就任することが発表された。

## 詳細情報

### 年度別投手成績
| 年 度     | 球 団     | 登 板 | 先 発 | 完 投 | 完 封 | 無 四 球 | 勝 利 | 敗 戦 | セ 丨 ブ | ホ 丨 ル ド | 勝 率 | 打 者 | 投 球 回 | 被 安 打 | 被 本 塁 打 | 与 四 球 | 敬 遠 | 与 死 球 | 奪 三 振 | 暴 投 | ボ 丨 ク | 失 点 | 自 責 点 | 防 御 率 | W H I P |
| --------- | --------- | ----- | ----- | ----- | ----- | -------- | ----- | ----- | -------- | ----------- | ----- | ----- | -------- | -------- | ----------- | -------- | ----- | -------- | -------- | ----- | -------- | ----- | -------- | -------- | ------- |
| 2005      | 西武      | 14    | 1     | 0     | 0     | 0        | 1     | 1     | 0        | 0           | .500  | 142   | 35.0     | 23       | 5           | 11       | 0     | 6        | 28       | 0     | 0        | 15    | 11       | 2.83     | 0.97    |
| 2006      | 西武      | 31    | 0     | 0     | 0     | 0        | 2     | 0     | 0        | 7           | 1.000 | 166   | 39.1     | 34       | 6           | 12       | 1     | 2        | 45       | 2     | 0        | 16    | 14       | 3.20     | 1.17    |
| 2007      | 西武      | 18    | 1     | 0     | 0     | 0        | 3     | 3     | 1        | 2           | .500  | 119   | 29.2     | 28       | 1           | 5        | 1     | 2        | 21       | 0     | 0        | 11    | 9        | 2.73     | 1.11    |
| 2008      | 西武      | 4     | 0     | 0     | 0     | 0        | 0     | 0     | 0        | 0           | ----  | 37    | 8.1      | 9        | 2           | 2        | 0     | 2        | 2        | 0     | 0        | 8     | 5        | 5.40     | 1.32    |
| 2009      | 西武      | 4     | 1     | 0     | 0     | 0        | 0     | 0     | 0        | 0           | ----  | 30    | 6.0      | 10       | 0           | 3        | 0     | 0        | 5        | 1     | 0        | 6     | 6        | 9.00     | 2.17    |
| 2010      | ヤクルト  | 4     | 1     | 0     | 0     | 0        | 0     | 0     | 0        | 0           | ----  | 33    | 7.1      | 7        | 2           | 3        | 1     | 1        | 8        | 0     | 0        | 8     | 8        | 9.82     | 1.37    |
| 2011      | ヤクルト  | 1     | 1     | 0     | 0     | 0        | 0     | 0     | 0        | 0           | ----  | 15    | 3.0      | 4        | 1           | 2        | 0     | 0        | 1        | 0     | 0        | 5     | 5        | 15.00    | 2.00    |
| 通算：7年 | 通算：7年 | 76    | 5     | 0     | 0     | 0        | 6     | 4     | 1        | 9           | .600  | 542   | 128.2    | 115      | 17          | 38       | 3     | 13       | 110      | 3     | 0        | 69    | 58       | 4.06     | 1.19    |

### 記録
投手記録
- 初登板：2005年5月19日、対阪神タイガース3回戦（阪神甲子園球場）、7回裏に3番手で救援登板・完了、2回無失点
- 初先発：2005年5月22日、対横浜ベイスターズ3回戦（横浜スタジアム）、3回1/3を5失点で敗戦投手
- 初奪三振：同上、2回裏に那須野巧から空振り三振
- 初勝利：2005年9月18日、対千葉ロッテマリーンズ20回戦（千葉マリンスタジアム）、2回裏2死に2番手で救援登板、5回1/3を無失点
- 初ホールド：2006年6月3日、対読売ジャイアンツ5回戦（東京ドーム）、5回裏に2番手で救援登板、1回1/3を無失点
- 初セーブ：2007年9月8日、対北海道日本ハムファイターズ21回戦（札幌ドーム）、9回裏に5番手で救援登板・完了、1回無失点

打撃記録
- 初打席・初打点：2005年5月22日、対横浜ベイスターズ3回戦（横浜スタジアム）、2回表に那須野巧から遊撃ゴロの間に記録

### 背番号
- 36（2005年 - 2010年途中）
- 51（2010年途中 - 2012年）
- 02（2025年 - ）